# 美空河副棘鰍
美空河副棘鰍（學名：Paracanthocobitis maekhlongensis），為輻鰭魚綱鯉形目條鰍科副棘鰍屬的其中一種。分布於亞洲泰國北碧府美空河流域，體長可達7.5公分，棲息在河川底層水域，生活習性不明。

## 扩展阅读
維基物種上的相關：美空河副棘鰍